# Тихон
Ти́хін, Ти́хон — християнське ім'я грецького походження. В українській походить через церковнослов'янське (Тѵхонъ) і середньогрецьке посередництво від дав.-гр. Τύχων, утвореного від Τύχη («Тіхе») — імені богині удачі. Також Τύχων («Удачливий», «Удатний») — епітет бога Гермеса. На Русь потрапило з християнством із Візантії. Було популярним серед простих станів; з 1920-х років використовується в основному як чернече. 

## Іменини
- За православним календарем (новий стиль) — 9 січня, 5 березня, 27 травня, 29 червня, 9 липня, 1, 2 і 26 серпня, 17 і 18 жовтня, 9 грудня[3].
- За католицьким календарем — 16 червня[4].

## Відомі носії
- Тихо Браге (1546—1601) — данський астроном
- Тихін Байбуза — гетьман реєстрових козаків
- Тихін Якубовський (1721—1786) — український релігійний діяч доби Гетьманщини
- Тихон Задонський (1724—1783) — російський святий та чудотворець
- Тихон (1865—1925) — московський патріарх
- Тихін Григорович Строкун (1902—1965) — український бандурист
- Тихон (нар. 1976) — український єпископ

### Вигадані персонажі
- Тихон Іванович Кабанов — персонаж п'єси «Гроза» Олександра Миколайовича Островського